# British Satellite Broadcasting
British Satellite Broadcasting (BSB) var ett företag som sände television via satellit riktad till Storbritannien under 1990. Företaget skapades 1986, fick licens för sändningar 1988. 1990 kunde sändningarna inledas efter att man byggt och skjutit upp sin satellit Marcopolo 1. Den andra satelliten, Marcopolo 2 skickades upp senare under året, men då hade det redan börjat gå dåligt för BSB och man fusionerade med Sky Television för att bilda British Sky Broadcasting.

## Historik
Under 1980-talet började the Independent Broadcasting Authorithy (IBA, organisationen som fram till dess tagit hand om all kommersiell television i landet) att planera för en brittisk satellitservice.
Företaget British Satellite Broadcasting (BSB) bildades 1986 av Granada, Pearson, Virgin och Amstrad. 1988 fick man licens att sända tre kanaler via satellit. Vid den här tiden förändrades konsortiet: Virgin och Amstrad byttes ut mot Carlton Communications och australiensaren Alan Bond.
I juli 1988 meddelade dock en annan australiensare, Rupert Murdoch, att han skulle starta en egen satellittjänst, Sky Television som sände fyra kanaler via Astra-satelliten.
BBC hade tidigare velat sända via satellit, men drog sig ur eftersom regeringen ville att BBC skulle stå för kostnaderna av att skicka upp satelliterna. BSB fick därmed en licens för fem kanaler.
Att Murdoch startade sin egen tjänst innebar svårigheter för BSB, som ursprungligen varit tänkt att bli Storbritanniens enda utsändare av satellit-tv. Sky lanserades i februari 1989, över ett år innan BSB skulle kunna starta, och fick därmed ett försprång.
Enligt BSB:s licens skulle betala för och skicka upp sina egna satelliter. De två satelliterna (Marcopolo 1 och Marcopolo 2) kunde tillsammans sända fem kanaler. BSB skulle också sända i ett nytt format kallat DMAC. Detta var tekniskt mer avancerat än det existerande PAL-formatet.
Sky, däremot, hyrde transpondrar från Astra-satelliten och sände i det billigare PAL-formatet, som dock krävde större paraboler (60 centimeter i Storbritannien) än BSB. BSB använde en särskild sorts parabol som de kallade "squarials" (en sammansättning av orden square, kvadrat, och arial, antenn). Dessa paraboler var mindre än de som krävdes för Sky.
När Sky startade i februari 1989 hoppades BSB kunna starta i september. Starten kom dock att dröja till våren 1990, på grund av tekniska problem, bland annat med det nya DMAC-formatet.
När BSB väl kom i gång kunde de börja sända i kabelnäten i mars och starta satellitsändningar i april 1990. BSB:s fem kanaler var:
- Galaxy med underhållning samt barnprogram.
- Now med debatter, kultur och dylikt.
- The Movie Channel med filmer. Sändes krypterad.
- The Power Station, en ungdomskanal liknande MTV.
- The Sports Channel som sände sport.

Det gick dock inte bra för BSB. I november slogs BSB samman med Sky Television, som också gick med förlust. I början av december försvann Galaxy och Now! och ersattes av Sky One och Sky News (under en period fick tidigare BSB-tittare se kanalen Sky Arts med kulturprogram som ersatte Sky News under delar av dagen). The Power Station lades ner den 8 april 1991 och ersattes av Sky Movies för de som såg på tv via Marcopolo-satelliterna.
De enda BSB-kanalerna som överlevde och flyttades till Astra var The Sports Channel (som bytte namn till Sky Sports) och The Movie Channel.
De två Marcopolo-satelliterna såldes till Sverige och Norge där de fortsatte användas under namnen Sirius 1 respektive Thor 1.